# Ancemont
Ancemont är en kommun i departementet Meuse i regionen Grand Est (tidigare regionen Lorraine) i nordöstra Frankrike. Kommunen ligger i kantonen Souilly som tillhör arrondissementet Verdun. År 2022 hade Ancemont 525 invånare.

## Befolkningsutveckling
Antalet invånare i kommunen Ancemont
| Referens: INSEE |